# Kasari jõgi
Kasari jõgi är en flod i landskapen Läänemaa och Raplamaa i västra Estland. Med en längd på 115 km är den Läänemaas längsta och Estlands fjärde längsta flod. Den rinner genom Matsalu nationalpark och mynnar i Matsalviken, och är ett viktigt område för flyttfåglar. Flodens källa ligger vid orten Rabivere i landskapet Raplamaa på gränsen till Harjumaa. Den har flera bifloder, däribland Tuudi jõgi, Penijõgi, Liivi jõgi, Vanamõisa jõgi, Allika jõgi, Vigala jõgi, Luiste jõgi, Urevere oja, Ellamaa oja, Konnaveski oja, Vardi jõgi och Jutapere jõgi. 